# Passerby
Passerby é o segundo EP da banda Flyleaf. Esse EP foi lançado quando a banda ainda se chamava Passerby.

## Faixas
| N.º | Título          | Duração |  |
| 1.  | "Breathe Today" | 2:53    |  |
| 2.  | "Red Sam"       | 3:19    |  |
| 3.  | "Cassie"        | 2:57    |  |